# Ачинці

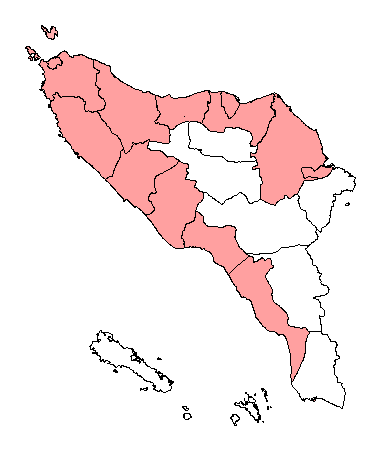
Райони розселення ачинців на території провінції Ачех

А́чинці або аче (ачес. Ureueng Acèh / اورڠ اچيه, індонез. Suku Aceh) — народ в Індонезії, живуть на півночі острова Суматра, на території колишнього султанату Ачех. Крім того, окремі групи ачинців живуть уздовж східного узбережжя Суматри, а за межами Індонезії — в Малайзії й Таїланді.
Поділяються на низових (оранг-баро) та гірських (оранг-гудонг) ачинців.

## Чисельність
За даними перепису населення 2010 року в Індонезії проживало 4 091 955 представників народів Ачеху (ачинці, гайо, аласи, сималурці, сингкіли, анеук-джаме, таміанги), більшість у провінції Ачех — 3 819 955 осіб (85,38 % її населення), ще 133 439 осіб у провінції Північна Суматра. Чисельність власне ачинців на території Ачеху становила 3 160 728 осіб (70,65 % населення провінції).

## Мова
Говорять ачеською мовою, що належить до аче-чамської групи західної гілки малайсько-полінезійських мов. Існує писемність на основі латинської й арабської графіки.
Говорять також індонезійською і малайською мовами.

## Релігія
Ачинці сповідують іслам сунітського напрямку. В Індонезії їх знають як ревних мусульман. Багато людей здійснюють хадж до Мекки.

## Історія

Султанат Аче в XVII ст.

Область Аче є своєрідним «порогом Індонезії», здавна тут перетиналися торгові шляхи між Сходом та Заходом. Ачинці традиційно вели активну торгівлю з індійськими, китайськими, арабськими, згодом і європейськими купцями.
У часи раннього середньовіччя Аче перебувало в складі малайської імперії Шривіджая. Після її розпаду в XIII ст. на північному узбережжі Суматри утворилося декілька міст-держав: Самудра, Пасе, Перлак, Педір та ін.
У кінці XIII ст. серед ачинців поширюється іслам, що прийшов з Індії. В кінці XV ст. утворився султанат Аче, існування якого сприяло консолідації ачеського етносу. Період розквіту цієї держави припадає на XVI — першу половину XVII ст., коли влада Аче поширювалась до Бенкулу на західному узбережжі та Палембангу на східному узбережжі Суматри. Після тривалої Ачеської війни (1873—1904) султанат потрапив під владу голландців.
У 1956 році Ачех став провінцією Індонезії.
Ачех є одним з основних районів сепаратизму в Індонезії. У 1953–59 рр. ачинці підняли повстання за незалежність Аче під мусульманськими гаслами. Ще одне повстання за незалежність області сталося в 1976—2005 рр.

## Господарство
Основні заняття — орне землеробство, основною сільськогосподарською культурою є рис. В низинах його культивують на заливних полях, у внутрішніх гірських районах вирощують суходільний рис. Вирощують також кукурудзу, бобові, коренеплоди, бульби, перець, цукрову тростину, банани та інші фрукти, тютюн, кокосову та арекову пальми. Тримають буйволів, кіз, домашню птицю. Розвинене шовківництво. На узбережжі значна частина населення займається рибальством.
Традиційними ремеслами є ковальство, гончарство, ткацтво, зброярство, ювелірна справа. Ачеські короткі кинджали (ренчонг) поширені по всій Індонезії.

## Побут

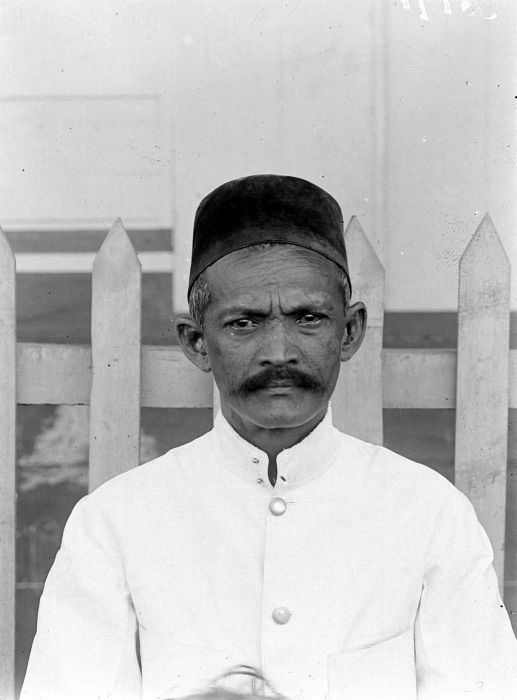

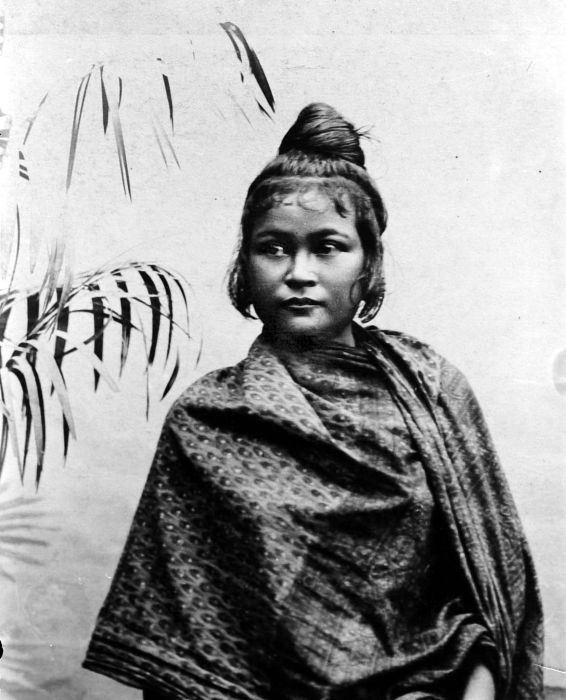

Ачинські села (гампонг) не мають чіткого планування, декілька десятків садиб, огороджених парканом, розкидані, на кшталт хуторів, на певній території. Хати оточені густими садками. Кожне село має також громадський будинок, в якому люди збираються на громадські заходи, а також ночують юнаки та гості.
Традиційне житло зберігається переважно у внутрішніх районах. Воно розраховане на розширену сім'ю. Це довга будівля, що стоїть на палях на висоті 1,5-2 м над землею, має каркасно-стовпову конструкцію і двосхилий дах. Хата зорієнтована в напрямку захід-схід. Посередині проходить коридор, який веде до окремих кімнат для малих сімей. У кінці коридору знаходиться спільна кімната, а вздовж усієї хати проходить відкрита веранда. Багато деталей будівлі прикрашають різьбленням. Долівку вкладають циновками, подушками, килимами, стіни прикрашають кольоровими хустками. Таке житло вже відійшло в минуле, зараз більшість ачинців живе в індивідуальних (на одну сім'ю) наземних хатах.
На відміну від інших народів Індонезії, ачинці, як чоловіки, так і жінки, носять штани. Жіночі штани широкі в талії й на стегнах, поступово вужчають до щиколоток. Штани шиють із чорної тканини, такого ж кольору вдягають кофтини з короткими рукавами, поверх яких груди обв'язують темно-пурпуровою хусткою. Традиційний чоловічий костюм складається з довгих (до землі) розкльошених донизу штанів, глухої сорочки та куртки з довгими рукавами. На стегнах зав'язують картату хустку та пояс, на якому тримаються 1-3 кинджали. На голову чоловіки вдягають плетену феску.
Зараз ачинці більше носять одяг європейського типу, особливо в містах.
Основна їжа ачинців — варений рис із різноманітними приправами. Їдять також рибу (свіжу, сушену, ферментовану), дуже полюбляють цукрову тростину. Популярною ритуальною стравою є рис із куркумою.
Серед ачинців було поширене жування бетелю і куріння опіуму, зараз більше палять цигарки. Серед колишньої аристократії поширене вживання алкоголю.